# Тремблер
Тремблер (Toxostoma) — рід горобцеподібних птахів родини пересмішникових (Mimidae). Представники роду поширені у Північній Америці.

## Види
У роді відомо 10 видів:
- Toxostoma bendirei — тремблер кактусовий
- Toxostoma cinereum — тремблер сірий
- Toxostoma crissale — тремблер рудогузий
- Toxostoma curvirostre — тремблер бурий
- Toxostoma guttatum — тремблер козумельський
- Toxostoma lecontei — тремблер пустельний
- Toxostoma longirostre — тремблер рудий
- Toxostoma ocellatum — тремблер мексиканський
- Toxostoma redivivum — тремблер каліфорнійський
- Toxostoma rufum — тремблер прямодзьобий